# اچ‌ام‌اس لندن (اف۹۵)
اچ‌ام‌اس لندن (اف۹۵) (به انگلیسی: HMS London (F95)) یک کشتی بود که طول آن ۱۴۸٫۱ متر (۴۸۶ فوت) بود. این کشتی در سال ۱۹۸۴ ساخته شد.